# Jardí Botànic de Barcelona

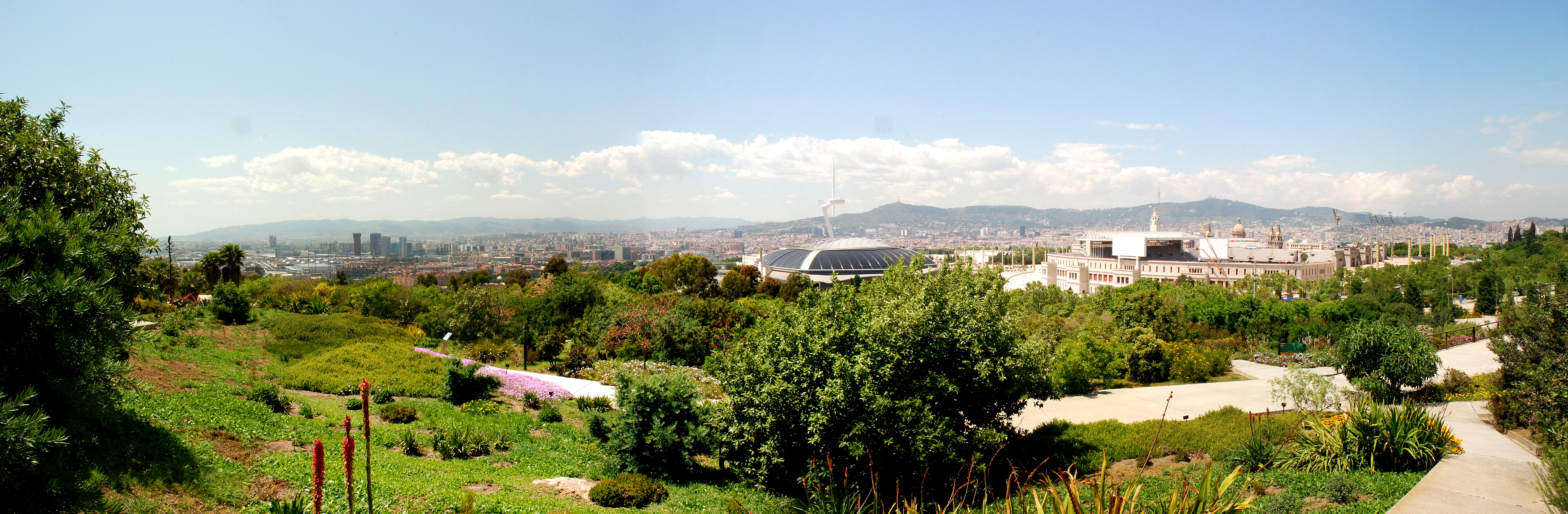
De botanische tuin

De Jardí Botànic de Barcelona (Spaans: Jardín Botánico de Barcelona) is een botanische tuin in de Spaanse stad Barcelona. De tuin ligt op de berg Montjuïc, ten zuidoosten van het Olympisch Stadion Lluís Companys en telt ongeveer 1500 soorten.
De tuin heeft de vorm van een groot amfitheater en biedt uitzicht over de stad. De aanleg ervan verfraaide dit verwaarloosde deel van de berg dat tussen 1940 en 1970 een sloppenwijk was - de Can Valero.

## Geschiedenis
De eerste botanische tuin in Barcelona werd in de 18e eeuw aangelegd door kapucijnen in het Plaça Reial. Meer bekend was de
botanische tuin die in 1930 in Montjuïc werd aangelegd. Deze tuin kwam onder druk door de aanleg van het Olympisch Stadion in 1986 en zijn verzameling werd opgenomen in de nieuwe tuin.
Barcelona wil van deze tuin een referentiepunt maken voor stadstuinen. Hier wordt geëxperimenteerd met nieuwe technieken en onderzoek verricht naar beter houdbare planten voor mediterrane tuinaanleg.

## De tuin
Architect Carles Ferrater die de leiding had van een multidisciplinair team ontwierp de tuin die doorkruist wordt door betonnen paden. Deze paden vormen kleine domeinen waarbinnen planten harmonieus worden getoond. De tuin bezit representatieve flora van gebieden in de wereld met een mediterraan klimaat. Deze streken hebben een vegetatie die als een der rijkste ter wereld wordt beschouwd. Ze bezetten 2,7 % van de landmassa maar bezitten 20% van de flora waarvan meer dan de helft bestaat uit endemische planten.
Flora uit Australië, Chili, Californië, Zuid-Afrika en het Middellandse Zeegebied wordt hier getoond. De flora is gegroepeerd zoals ze voorkomt in de natuur, in 87 perken. In het centrum van het park is een vijver aangelegd waarrond waterplanten gedijen. De bomen die oorspronkelijk op het terrein stonden bleven ook bewaard.
De tuin stelt zich onder meer tot doel deze planten te helpen bewaren omdat ze bedreigd zijn, meestal door menselijke activiteit. Men wil het publiek ook bewust maken van het belang en de waarde van biodiversiteit.

### Australië
In de Australische mediterrane regio komen ongeveer 8000 soorten voor, waarvan 75% endemisch is. In dit gebied komt brand vaak voor en de bodem is arm aan voedingstoffen. Van belang is ook dat grote grazers ontbraken tot de komst van de Europeanen. De enige planteneters die voorkwamen waren buideldieren. Dat verklaart waarom acacia-soorten, die in de noordelijke hemisfeer voorzien zijn van doornen en kleine bladeren, in Australië dit soort verdediging niet nodig hebben. Een opvallende plant uit Australië die in de tuin aanwezig is, is de Xanthorrhoea, ook bekend als grasboom, die zeer goed is aangepast om een bosbrand te overleven.

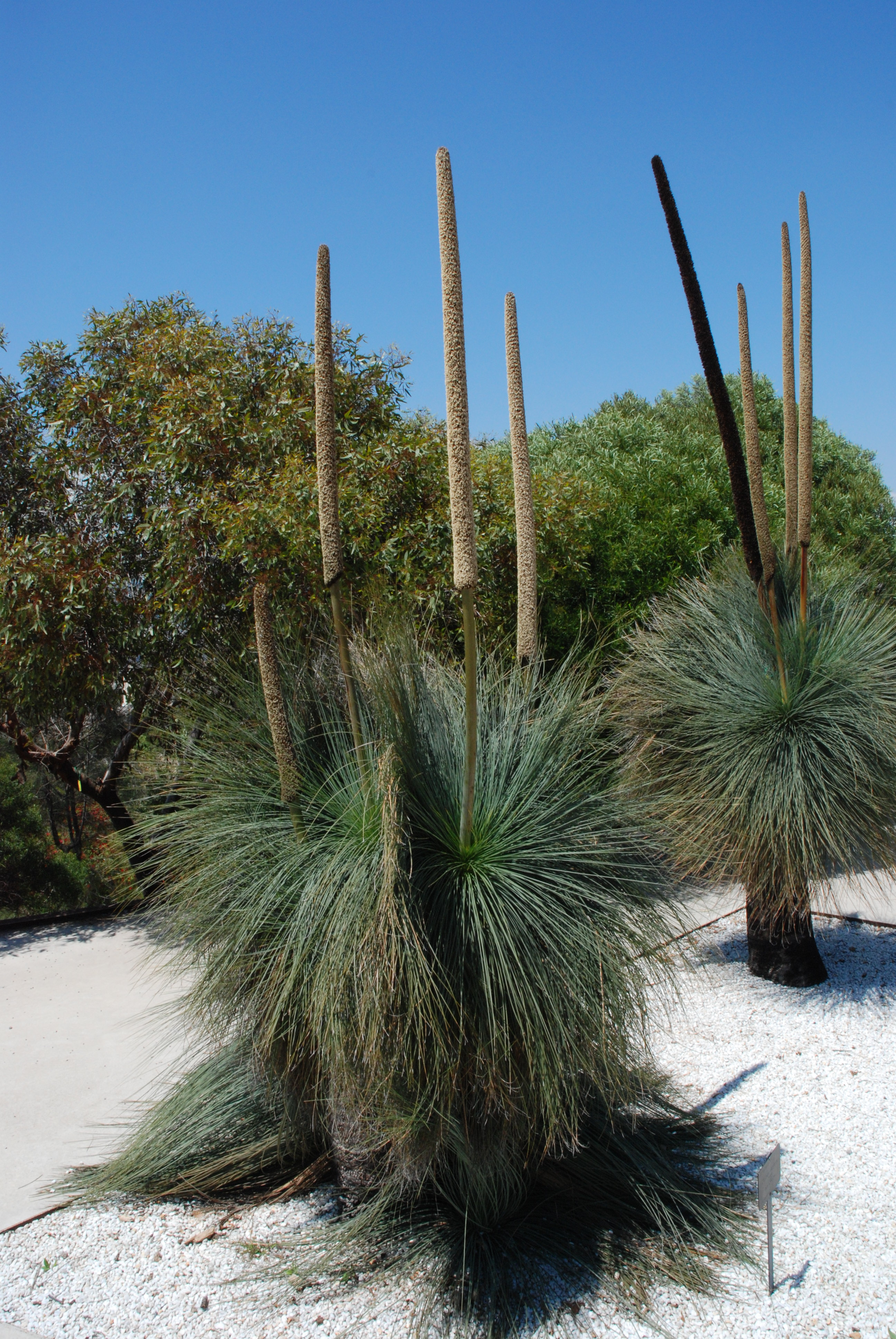
Xanthorrhoea glauca

### Chili
Het mediterraan klimaat in Chili komt voor in een smalle 100 km lange kuststrook. Het klimaat is er relatief fris als gevolg van de invloed van de oceaan, met veel periodes van mist. Hier komen ongeveer 2400 soorten voor, waarvan 23% endemisch is. Een belangrijke ecologische factor is het niet voorkomen van branden terwijl er sterke aanwezigheid is van planteneters, in het bijzonder lama's en guanaco's. Dat resulteert in de aanwezigheid van doornige struiken terwijl de planten nooit verdediging hebben ontwikkeld tegen brand. Veel Chileense planten hebben Spaanse namen omdat de eerste kolonisten ze vergeleken met planten die ze al kenden. Kenmerkend zijn ook de groenblijvende schijnbeuken uit de familie der Nothofagaceae, die dezelfde ecologische nis hebben als de groenblijvende eiken van de noordelijke mediterrane gebieden.

### Californië
Het mediterraan klimaat strekt zich in Californië uit langs een smalle kuststrook vanaf Cape Blanco in de Verenigde Staten tot Punta Baja in Mexico. De breedte van het gebied varieert tussen 100 en 200 km. 4300 soorten treft men hier aan waarvan 35% endemisch zijn. Seizoensgebonden weersveranderingen zijn hier heel duidelijk: 85% van de neerslag valt in de winter. De zomer kenmerkt zich door droogte die verzacht wordt door mist, gevormd door de oceaan.
De Californische bossen tonen veel overeenkomsten met die van het Middellands Zeegebied. Veel soorten komen in de twee zones voor zoals pinus, groenblijvende eik, arbutus, salvia en andere. Bosbranden hebben hier vergelijkbare frekwenties en ook de vruchtbaarheid van de bodem en de diversiteit komen sterk overeen. Veel soorten hebben zich in beide regio's op dezelfde manier aangepast. Kreupelhout, in Californië bekend als chaparral, wordt op twee locaties in de tuin getoond, met ieder een verschillende verdedigingsstrategie tegen planteneters (doornen en aroma's). Kenmerkend voor het chaparral is het sagebrush Artemisia tridentata, een struikvormige alsem.

### Zuid-Afrika
Het gebied in Zuid-Afrika met een mediterraan klimaat telt ongeveer 8550 soorten, waarvan 68% endemisch is. De neerslag is er nooit overvloedig en valt in de koudste periode van het jaar terwijl de tropische moesson ervoor zorgt dat de zomer nooit volledig droog is. De flora die hier voorkomt toont weinig gelijkenissen met die van de andere gebieden. De bodemdiversiteit, het klimaat en het reliëf, de geografische isolatie en de frequent voorkomende bosbranden zijn de oorzaak.
Dit gedeelte van Zuid-Afrika, samen met Zuidwest-Australië hebben in verhouding het hoogst aantal soorten die zeldzaam en endemisch zijn en een van de rijkste van de wereld in dat opzicht. Kenmerkend voor de Kaap provincie is het fynbos, een kreupelhout met Erica's (ongeveer 600 soorten), Protea's, enz.
De tuin toont flora uit de mediterrane regio van Zuid-Afrika maar ook uit de subtropische Karoo, de savanne en de bossen met gematigd klimaat in het zuidoosten.

### Middellands Zeegebied
Dit uitgestrekt gebied van 2300 000 km² ligt gedeeltelijk in Europa, Azië en Afrika. Ongeveer 25 000 soorten zijn hier gekend waarvan 50% endemisch is. De aanwezige flora heeft allerlei oplossingen ontwikkeld om zich te verdedigen tegen ecologische factoren die hun evolutie het meest hebben beïnvloed, zoals persistente bebladering, doornen en toxische substanties om zich tegen planteneters te verdedigen. Sommige planten verliezen toch hun bladeren om zo minder vocht te verliezen.
Kenmerkend zijn de groenblijvende eiken, de steeneik Quercus ilex en de kermeseik Quercus coccifera op de garrigue (kalkgrond) en de kurkeik Quercus suber in het maquis (zure grond). In de Californische chaparral vindt men de gelijkende Quercus agrifolia. Zoals in het fynbos wordt het maquis ook gekenmerkt door de Erica's (een 15-tal soorten), zoals de boomheide Erica arborea.
De capaciteit om te regeneren in dit Mediterraan gebied is vele malen groter dan in een vergelijkbaar gebied, de Californische chaparral. Dit is een gevolg van de menselijke activiteit zoals hooien, de veehouderij en het gecontroleerd afbranden van land.